# Ез-Захіра
Ед-Дахіра ('Ед-Захіра' ; араб. منطقة الظاهرة) — мухафаза (після 2011 року) в Султанаті Оман.
- Адміністративний центр — місто Ібрі.
- Площа — 37000 км², населення — 151 664 (2010 рік).

## Географія
Розташований у північно-західній, внутрішньої частини країни.
На північному заході межує з мухафазою Ель-Бураймі, на північному сході з регіоном Ель-Батіна, на сході з регіоном Ед-Дахілія, на півдні з регіоном Ель-Вуста, на південному заході з Саудівською Аравією, на північному заході з ОАЕ. Клімат пустельний.

## Адміністративний поділ
Регіон Ед-Дахира ділиться на 3 вілайєт а з центрами в містах:
- Ібрі
- Янкуль
- Данк

До жовтня 2006 ще два вилайета входили до складу регіону: Бураймі і Махді. У жовтні 2006 року з них було створено нове губернаторство, Бураймі, до якого додався третій вілайєт Ель-Синайха.
| Оман | Це незавершена стаття з географії Оману. Ви можете допомогти проєкту, виправивши або дописавши її. |